# Allobates ignotus
Espèce
Allobates ignotus est une espèce d'amphibiens de la famille des Aromobatidae.

## Répartition
Cette espèce est endémique de la Serranía de Perijá en Colombie. Elle se rencontre de 400 à 900 m d'altitude.

## Publication originale
- Anganoy-Criollo, 2012 : A new species of Allobates (Anura, Dendrobatidae) from the western flank of the Serranía de Perijá, Colombia. Zootaxa, no 3308, p. 49–62.